# 小泉真美
小泉 真美（こいずみ まみ、1987年1月7日 - ）は、日本の映画女優。本名は小泉 真美（こいずみ まみ）。

## 経歴
東京都八王子市出身。1996年、世界中で仕事をする女優、モデル。

## 人物・私生活
身長165cm。特技は自転車、日本舞踊、手話。
日本大学芸術学部映画学科　演技コース卒業。真田広之、佐藤隆太の等の後輩。
卒業後はロサンゼルスに移り、女優、モデルとして活躍。
ロサンゼルスではドラマ「ローリーズ・ハウス」でコメディにも挑み視聴者の腹筋を崩壊させた。

## 主な出演作品

### 映画
| 公開年 | 作品名               | 役名   |
| ------ | -------------------- | ------ |
| 2007年 | パッチギ! LOVE&PEACE | 高校生 |
| 2010年 | ランデブー!          |        |